# 3614 Jackson Highway
3614 Jackson Highway − szósty solowy album studyjny amerykańskiej piosenkarki Cher. Został wydany w kwietniu 1969 roku nakładem wytwórni Atco. Przy produkcji albumu z Cher współpracowali Jerry Wexler, Tom Dowd i Arif Mardin. Tak jak poprzednie albumy 3614 Jackson Highway jest zbiorem coverów.
Album pomimo pozytywnych recenzji krytyków, nie odniósł sukcesu na listach przebojów. Ciągła ewolucja popkultury sprawiła, że formalny charakter muzycznych przedsięwzięć Sonny’ego i Cher był przestarzały, a muzyka pop przybrała bardziej polityczny styl naznaczony antywojennymi piosenkami protestującymi przeciwko konfliktowi w Wietnamie.  

## Lista utworów
| Pierwsza strona | Pierwsza strona                         | Pierwsza strona             | Pierwsza strona |
| Nr              | Tytuł utworu                            | Autorzy                     | Długość         |
| --------------- | --------------------------------------- | --------------------------- | --------------- |
| 1.              | „For What It's Worth”                   | Stephen Stills              | 2:22            |
| 2.              | „(Just Enough to Keep Me) Hangin' On”   | Buddy Mize, Ira Allen       | 3:18            |
| 3.              | „(Sittin' On) The Dock of the Bay”      | Steve Cropper, Otis Redding | 2:41            |
| 4.              | „Tonight I’ll Be Staying Here with You” | Bob Dylan                   | 3:08            |
| 5.              | „I Threw It All Away”                   | Bob Dylan                   | 2:49            |
| 6.              | „I Walk on Guilded Splinters”           | Dr. John Creaux             | 2:32            |
|                 |                                         |                             | 16:50           |

| Druga strona | Druga strona                   | Druga strona                    | Druga strona |
| Nr           | Tytuł utworu                   | Autorzy                         | Długość      |
| ------------ | ------------------------------ | ------------------------------- | ------------ |
| 1.           | „Lay, Baby, Lay”               | Bob Dylan                       | 3:36         |
| 2.           | „Please Don’t Tell Me”         | Carroll W. Quillen, Grady Smith | 3:36         |
| 3.           | „Cry Like a Baby”              | Spooner Oldham, Dan Penn        | 2:46         |
| 4.           | „Click Song”                   | Chips Moman, Dan Penn           | 2:46         |
| 5.           | „Do Right Woman, Do Right Man” | Joe Darion, Mitch Leigh         | 2:26         |
| 6.           | „Save the Children”            | Eddie Hinton                    | 2:54         |
|              |                                |                                 | 18:04        |

## Personel
- Cher - główny wokal
- Jimmy Johnson – gitara rytmiczna
- Eddie Hinton – gitara
- Barry Beckett – klawisze
- David Hood – gitara basowa
- Roger Hawkins - bębny
- Jeanie Greene, Donna Jean Godchaux, Mary Holladay, Sue Pilkington - chórki
- Stephen Paley - fotografia

## Notowania
| Notowanie (1969)                | Najwyższa pozycja |
| ------------------------------- | ----------------- |
| Stany Zjednoczone Billboard 200 | 160               |